# Spartan Aircraft Company
Ne doit pas être confondu avec Spartan Aircraft Limited, constructeur aéronautique britannique
Pour les articles homonymes, voir Spartan et Spartan Aircraft.
Spartan Aircraft Company est un constructeur aéronautique américain, anciennement connu sous le nom de Mid-Continent Aircraft Company et réorganisée sous le nom de Spartan en 1928 par le baron du pétrole William G. Skelly à Tulsa dans l'Oklahoma aux États-Unis.
L'usine de fabrication était située sur Sheridan Avenue, près de Tulsa Municipal Airport.
Spartan a construit un certain nombre de modèles différents avant la fermeture de ses usines en 1961, y compris des aéronefs, des pièces pour aéronefs et des caravanes de loisirs. Spartan est surtout connu pour le luxueux avion Spartan Executive produit à la fin des années 1930 et au début des années 1940, rendu célèbre par ses propriétaires comme Howard Hughes et le Ghazi Ier d'Irak.
J. Paul Getty a acquis la société de Skelly en 1935. Après la Seconde Guerre mondiale, Getty a cessé la production d'avion et a converti l'entreprise dans la fabrication de remorques. L'entreprise a cessé toute fabrication en 1961.

## Les débuts
Comme beaucoup de grandes entreprises américaines de l'époque, les racines de Spartan peuvent être attribués au pétrole. De celles qui sont faites par le riche boom pétrolier à Tulsa, William G. Skelly utilise sa nouvelle considérable richesse pour acheter la Mid-Continent Aircraft Manufacturing Company de Tulsa en janvier 1928. Il la renomme la société Spartan Aircraft Company et la réorganise financièrement. En outre, le Spartan College of Aeronautics (Collège Spartan de l'aéronautique) a été créé pour capitaliser sur l'aspect formation. Il a continué à soutenir l'entreprise pendant les premières années de la Grande Dépression, alors qu'il a commencé à produire plusieurs variétés d'avions. La dépression économique a réduit les finances personnelles de Skelly, et en 1935, J. Paul Getty, impressionné par la croissance rapide et l'efficacité des installations de fabrication de Spartan, a acheté une participation majoritaire dans la société de Skelly . Au début de la Seconde Guerre mondiale, Getty a pris le contrôle direct des opérations de l'entreprise. Il a développé la fabrication en faisant des sous-ensembles pour une variété d'avions de guerre et des branches ouvertes de l'École d'aéronautique Spartan à Miami, Muskogee et Ponca City, trois villes de l'Oklahoma.

## Début dans l'aéronautisme

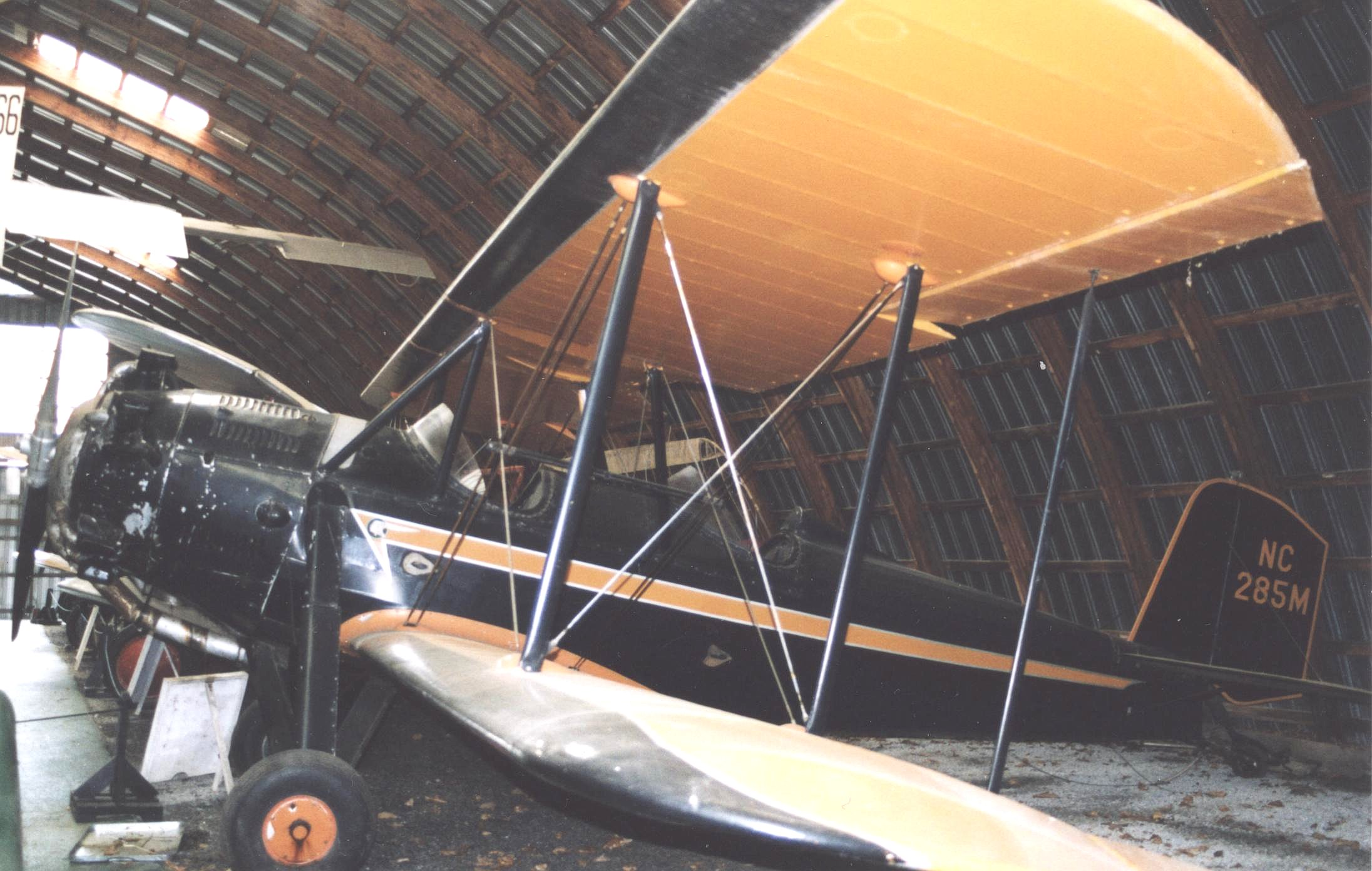
Spartan C3-165 de 1929 en état de navigabilité à l'Aérodrome Musée de Rhinebeck près de New York en juin 2005

Le premier avion produit par Spartan Aircraft Company a été le Spartan C3, un biplan à cockpit ouvert. Construit en 1926 (premier vol le 25 octobre 1926), le C3-1 a été le premier d'une série de variantes d'un modèle pour les écoles de pilotage, les aviateurs sportif et les fixed-base operator (FBO). Le Spartan C3-225  a été la dernière conception de biplan produite par l'entreprise. Au moins 160 modèles C3 ont été construits, en utilisant différents moteurs.
1930 a vu la production de la première conception de monoplan Spartan, le Spartan C2-60. Conçu pour l'uage sportif, le C2-60 était une conception légère avec un petit moteur de 60 ch  En utilisant un grand nombre de caractéristiques du C2-60, Spartan a produit le plus puissant et plus lourd  C2-165, monoplan à aile basse. Impopulaire avec l'armée en raison de l'obstruction de la vision du pilote par sa conception d'aile basse, le C2-165 est principalement utilisé à des fins de formation civils.
Amélioration de la production et de la technologie de Spartan était évident dans les années 1930 Spartan C4. La C4 était un monoplan à aile haute conçu pour peu d'entretien, un grand confort et une meilleure performance possible disponible pour l'époque. Le Spartan C4 a été conçu pour accueillir de gros moteurs de 230 ch et plus.

## Spartan 7W Executive

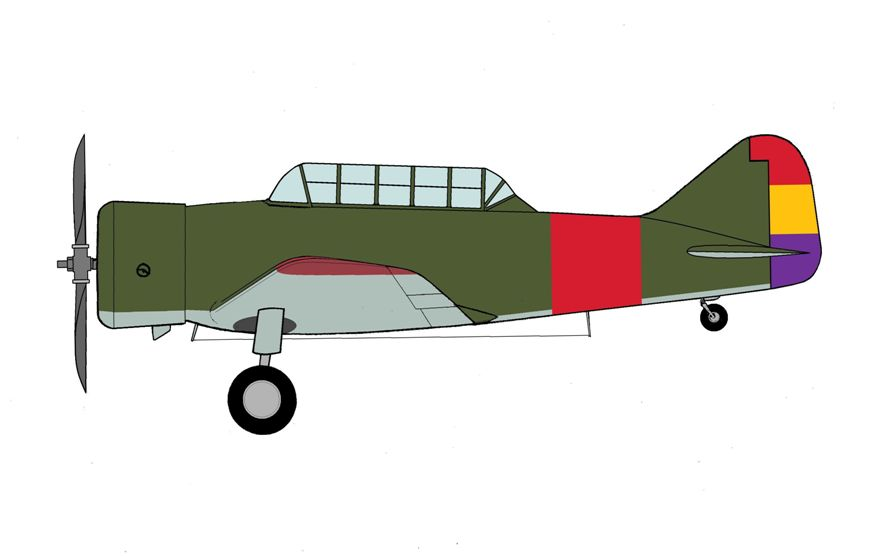
Le Spartan 8W Zeus, une version militaire développée à partir du 7W Executive qui n'a pas connu de succès.

L'avion le plus populaire jamais produit par la Spartan Aircraft Company est le Spartan 7W Executive, conséquence directe de la vision de son fondateur William Skelly pour un avion conçu pour accueillir le luxe et les performances attendues par les individus les plus riches du monde.

Propulsé par un moteur Pratt & Whitney Wasp Jr. de 450 ch, l'Executive était la première tentative de Spartan pour une conception d'avion tout métal en utilisant la technologie monocoque. Son gros moteur et sa cellule aérodynamique ont permis une vitesse de croisière de 350 km/h, une distance franchissable de plus de 1 000 milles nautiques (2 000 km) et un plafond de service de 22 000 pieds (6 700 m). 

La conception de haute performance de l'Executive a été démontrée lors de la course Bendix de 1939, dans lequel l'aéronef, resté en configuration usine, a remporté le trophée avec des vitesses de près de 365 km/h.
En raison de la définition de la conception de cet avion afin de répondre à de riches propriétaires, les 34 Spartan 7W Executive  produits ont rencontré un public très riche et diversifié de propriétaires.
Basé directement sur les hautes performances de la version civile du Spartan 7W, une version militaire de l'avion a été développé pour répondre aux besoins militaires pour la reconnaissance à haute performance et pour des avions d'entraînement . Ce modèle re-conçu a été nommé Spartan 8W Zeus et comportait un puissant moteur Pratt & Whitney Wasp de 600 ch.

## Fin de la construction d'aéronefs
Le dernier avion développé par la Spartan Aircraft Company a été le biplan Spartan NP-1. Le NP-1 était un retour en arrière dans l'apparence, bien que la technologie utilisée dans la construction de l'avion était certainement plus avancé que le fil et le tissu utilisé dans les premières conceptions de biplan de Spartan . Construit comme un avion d'entraînement de la United States Navy (marine américaine), le Spartan NP-1 présentait une construction légère à cockpit ouvert motorisé par un Lycoming R-680-B4C de 225 ch.

## Caravanes de loisirs Spartan
En raison de l'échec du boom attendu de l'aviation privé et une concurrence accrue dans le secteur de l'aviation après la Seconde Guerre mondiale, le propriétaire J. Paul Getty et l'équipe dirigeante de Spartan ont décidé de changer la gamme des produits de l'entreprise pour répondre à la demande en flèche pour le logement et les loisirs.

En utilisant la même embase interne et la conception monocoque encombrant du Spartan 7W Executif, la société a produit sa première caravane tout en métal. La compagnie a suivi les traces de stratégies de conception précédentes et vise à devenir les caravanes les plus somptueux et riche en fonctionnalités produites aux États-Unis. Dans les années 1940 et 1950, Spartan a produit ce qui est devenu rapidement connu comme la «Cadillac» des caravanes, avec des prix élevés de 4 000 dollars US chacune. Spartan a produit plus de 40 000 caravanes avant de cesser la production en 1961. Considérant le coût moyen d'une maison aux États- Unis à cette époque de 8 000 dollars US, les caravanes Spartan ont été jugées coûteuses, et comme pour le Spartan 7W Executif, réservés à quelques clients sélectionnés et riches.

## Disparition de la société
Après 33 ans de fabrication d'avions et de caravanes, Spartan Aircraft Company a fermé ses installations de fabrication et est entré dans les assurances et les affaires financières sous le nom de Minnehoma Insurance Co. Le nom de Spartan a été vendu à la Spartan School of Aeronautics (École Spartan de l'aéronautique), qui fonctionne aujourd'hui sous le nom de Spartan College of Aeronautics.